# Słobódka Turylecka
Słobódka Turylecka (ukr. Слобідка-Турильчицька) – dawniej samodzielna wieś na Ukrainie w rejonie czortkowskim należącym do obwodu tarnopolskiego. Obecnie znajduje się w granicach wsi Turylcze, stanowiąc jej północno-wschodnią część.

## Historia
Słobódka Turylecka to dawniej samodzielna wieś, która w połowie XIX w. stanowiła odrębną w gminę jednostkową w Bezirk Borszczów Królestwa Galicji i Lodomerii (177 mieszkańców w 1854 roku). Następnie do gminy Słobódka Turylecka włączono zniesioną gminę Puklaki.
W międzywojniu w II RP (350 mieszkańców w 1921 r.). 1 sierpnia 1934 r. w ramach reformy na podstawie ustawy scaleniowej weszła w skład nowej zbiorowej gminy Turylcze, gdzie we wrześniu 1934 utwotrzyła gromadę Słobódka Turylecka.
Po II wojnie światowej włączona w struktury ZSRR, gdzie została połączona z Turylczem.